# Андрака, Джек
Джек Томас Андрака (англ. Jack Thomas Andraka; род. 8 января 1997 года, Мэриленд, США) — американский изобретатель и учёный. В возрасте 16 лет получил широкую известность как создатель инновационной методики диагностирования такого онкологического заболевания, как рак поджелудочной железы. Гипотетически методика может быть доработана для других видов рака.

## Исследования
Школьник Джек Андрака заинтересовался методами диагностики рака после смерти одного из близких друзей семьи. Ознакомившись с научными публикациями на эту тему, он поставил своей целью создание точного и недорогого прибора, который мог бы выявить рак поджелудочной железы на ранних стадиях. Обратившись к двум сотням учёных с просьбой о предоставлении лабораторного помещения для экспериментов, 14-летний Андрака получил единственный положительный ответ от Анирбана Маитры, профессора патологии, онкологии и биомолекулярных технологий из университета Джонса Хопкинса.
Юный исследователь работал в лаборатории в течение 7 месяцев, приходя туда после школьных занятий и по выходным. Результатом стало создание похожего на глюкометр экспериментального прибора, который с помощью углеродных нанотрубок обнаруживает в крови белок мезотелин — основной маркер для выявления раковых заболеваний, вырабатывающийся злокачественными клетками. По оценкам автора, тест оказался в несколько раз быстрее и дешевле ранее использовавшихся аналогов.
Открытие вызвало широкий резонанс в СМИ и научных кругах. Андрака удостоился гран-при международной научной ярмарки «Intel International Science and Engineering Fair» и Премии Гордона Мура.
Существуют скептические мнения о заявлениях Джека о «революционности» предложенного им метода: в частности, предполагается, что он мог занизить характеристики существующих методов при сравнении с ними.

## Биография
Андрака родился и вырос в Мэриленде. Его отец Стив — инженер, а мать Джейн — врач-анестезиолог. Люк Андрака, старший брат Джека, также занимается наукой и является обладателем премии Массачусетского технологического института. Джек Андрака — открытый гей. По собственному признанию, он осознал свою гомосексуальность в шестом классе, а два года спустя, в возрасте 13 лет, совершил каминг-аут перед друзьями и семьей.

## Награды
- Награждён на Intel International Science and Engineering Fair 2012 года премией имени Гордона Мура.
- Удостоен Ватиканом премии Джузеппе Шиакка как «один из самых блестящих умов своего поколения» и «образец для подражания для сегодняшней молодёжи»[14].
- Гей-журнал Out включил Андраку в 100 «лучших из лучших» по итогам 2013 года[14].